# László Bálint (Fußballspieler, 1948)
László Bálint (* 1. Februar 1948 in Budapest) ist ein ehemaliger ungarischer Fußballspieler und -trainer.

## Laufbahn
Bálint spielte zwischen 1972 und 1978 für die ungarische Nationalmannschaft. Während dieser Zeit nahm er an der EM-Endrunde 1972 sowie den Weltmeisterschaftsturnieren 1978 und 1982 teil. Bei den Olympischen Sommerspielen 1972 in München gewann er die Silbermedaille.
Im Viertelfinale um die Europameisterschaft 1972 kam Bálint in den drei Spielen gegen Rumänien (1:1, 2:2, 2:1) zum Einsatz, ebenso im Halbfinale am 14. Juni in Brüssel gegen die Sowjetunion (0:1), wie auch im Spiel um Platz 3 am 17. Juni in Lüttich gegen Belgien. Unter Trainer Rudolf Illovszky nahmen auch noch die weiteren Ferencvaros Mitspieler Florian Albert, István Géczi, István Juhász, Lajos Kü, Miklós Páncsics, István Szőke und Lajos Szücz am EM-Turnier teil. In der Saison 1975/76 gewann er mit Ferencvaros das Double durch den Meisterschafts- und Pokalerfolg. Mit Brügge gewann er 1979/80 die belgische Meisterschaft.